# Aristostomias lunifer
Aristostomias lunifer és una espècie de peix de la família dels estòmids i de l'ordre dels estomiformes.

## Morfologia
- Els mascles poden assolir 17 cm de longitud total.[4]

## Hàbitat
És un peix marí i d'aigües profundes que viu entre 120-1.280 m de fondària.

## Distribució geogràfica
Es troba a l'Atlàntic oriental (des de Madeira a les Illes Canàries), l'Atlàntic occidental (Brasil i des dels Estats Units fins al Carib), l'Atlàntic nord-occidental (Canadà), l'Índic (5°N-12°S), el Mar de la Xina Meridional, Nova Guinea i a prop de les Hawaii.